# 海因茨·霍夫曼
海因茨·霍夫曼（德語：Heinz Hoffmann，1910年11月28日—1985年12月2日），德国统一社会党政治局候补委员，东德国防部长，大将。

## 生平
1910年，出生于曼海姆一个工人阶级家庭。1925年，在修理汽车场工作。1926年，加入德国青年共产主义联盟。1930年，加入德国共产党。1935年，作为德共曼海姆地区领导成员进行地下活动，后经捷克斯洛伐克流亡苏联。1936年，在梁赞参加为期两个半月的军事训练。1937年，到达西班牙，任国际纵队第十一旅训练营武器教官。5月，任国际纵队第十一旅第二营政治教导员。7月，任国际纵队第十一旅第二营营长。1938年，转到法国治伤。1939年，返回苏联。1941年，参加共产国际培训班、战俘营政治委员。1942年，中央反法西斯学校政治委员。
1945年，德国共产党党校校长。1946年，回到德国苏占区，同年加入德国统一社会党，先后任威廉·皮克和瓦尔特·乌布利希的秘书。1947年，统一社会党柏林市委书记。1949年，内务部副部长。1952年，兼驻营人民警察部队总司令，晋升中将。1955年，在苏联伏罗希洛夫军事学院学习。1957年，任国防部第一副部长。1958年，兼总参谋长。1959年，晋升上将。1960年，任国防部长。1961年，晋升大将。1973年，为德国统一社会党中央委员会政治局委员。1985年，逝世。